# Рада Вранєшевич
Рада Вранєшевич (серб. Рада Врањешевић; 25 травня 1918, Рекавіце — 25 травня 1944, Дрвар) — югославська партизанка, учасниця Народно-визвольної війни. Народний герой Югославії.

## Біографія
Народилася 25 травня 1918 року в селі Рекавіце поблизу Баня-Луки. Родом із сім'ї священика (її батько, Джордже, був настоятелем православного храму). Закінчила школу в селі Глоговац поблизу Прнявора, а гімназію в Дервенті та Баня-Луці. Вступила в педагогічне училище Баня-Луки, звідки виключена в 1932 році за підтримку лівих організацій. Продовжувала навчання в школі економіки, в 1933 році вступила в одну з організацій, що підтримувалися Союзом комуністичної молоді Югославії. Через рік виключена зі школи, з 1936 по 1938 роки проживала у Скоп'є, де й завершила своє навчання. За цей час розпочала пропаганду серед учнів середніх шкіл. По закінченні школи економіки вирушила до батьків у Глоговец.
На початку 1939 року Рада вступила в Комітет з державних закупівель в Белграді. Перед переїздом у Белград влаштувалася на роботу в синдикальне об'єднання приватних підприємців «Ботич», де почала знову свою агітацію. Так, вона брала участь у грудневих демонстраціях 1939 року, страйках робітників авіазаводу, розкиданні агітаційних листівок, наданні допомоги та інших акціях. У 1940 році вступила в союз комуністів Югославії. В кінці 1940 року її заарештували за звинуваченням у підготовці страйку серед членів комітету і звільнили. У підсумку Рада залишилася працювати тільки в «Ботічі». Під керівництвом Світозара Вукмановича продовжила роботу і почала займатися діяльністю партії в Чорногорії. Кілька разів вона надавала допомогу комуністам Чорногорії, перевозячи партійну літературу з Белграда в Нікшич.
У травні 1941 року Рада бігла з Белграда, рятуючись від переслідувань маріонеткового уряду, і прибула в Баня-Луку. До липня була членом Баня-Луцького міськкому СКМЮ (Спілка комуністичної молоді Югославії), з липня по вересень входила до складу Баня-Луцького міськкому КПЮ. Пізніше відправлена в Подгрмеч, де почав формуватися перший окружний комітет. Рада зайняла в ньому посаду секретаря. У листопаді 1942 року увійшла до складу Бюро Боснійського комітету КПЮ. Надавала допомогу Антифашистському фронту жінок Югославії, допомагала Об'єднаного союзу антифашистській молоді Югославії (особливо у Босанскі-Нові і Біхачі). Брала участь у першому з'їзді Боснійського антифашистського віче народного визволення Югославії, який відбувся 25 листопада 1943 року в Мрконич-Граді.
Під час німецької висадки поблизу Дрвара Рада працювала в Дрварському міськкомі за завданням Боснійського райкому. Вранці 25 травня 1944 року,, в день свого 26-річчя, Рада була заарештована німецькими військами. Її відправили в табір біля кладовища, де катували протягом восьми годин. Вона спробувала втекти, але була вбита при спробі втечі.

## Пам'ять
Останки Ради Вранєшевич перепоховані на Партизанському кладовищі в Баня-Луці. Указом Президії Народною скупщиною СФРЮ від 27 липня 1951 року нагороджена посмертно званням Народного героя Югославії. У її честь названий дитячий будинок у Баня-Луці.